# Geschichte des Oberlausitzischen Adels und seiner Güter 1635–1815

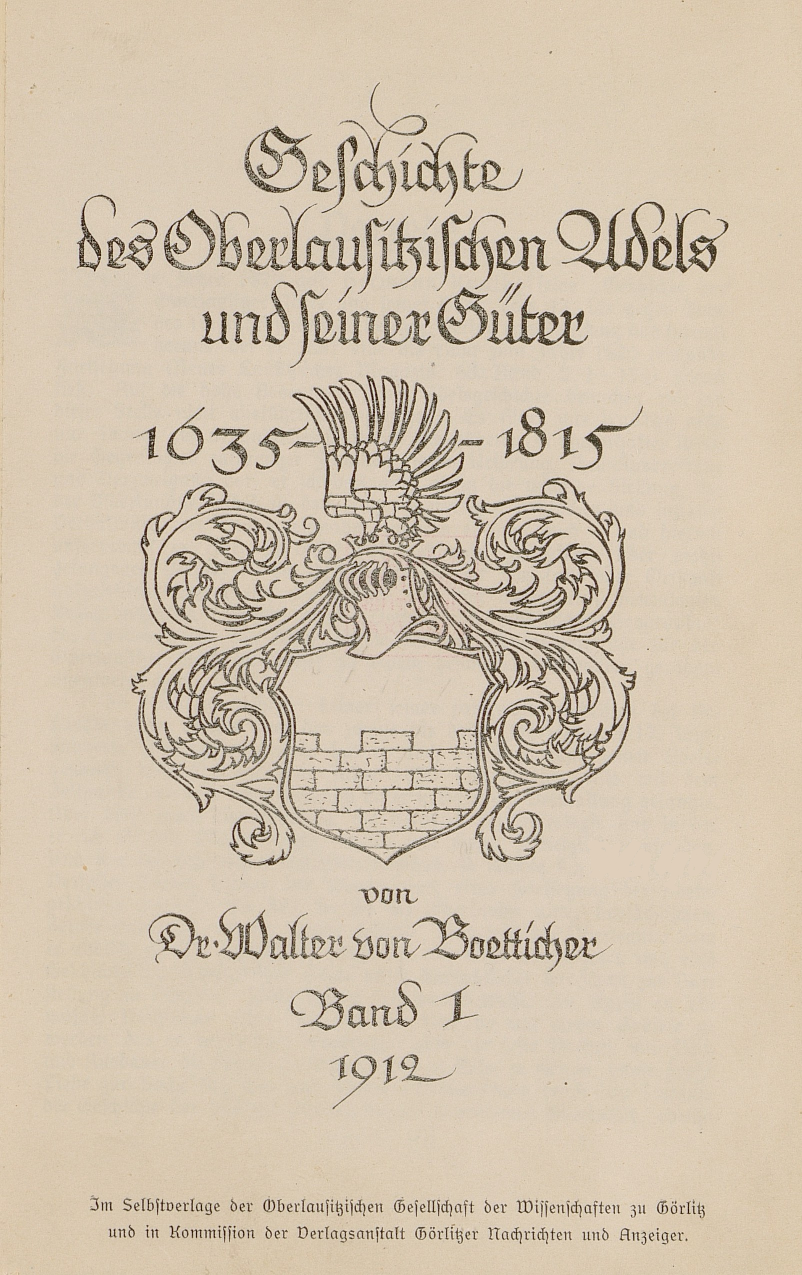
Titelseite des ersten Bandes

Geschichte des Oberlausitzischen Adels und seiner Güter 1635–1815 von Walter von Boetticher ist ein 1912 bis 1923 erschienenes vierbändiges Werk über den Oberlausitzischen Adel. Ursprünglich sollte der Titel Geschichte des Oberlausitzer Adels und seiner Güter vom Prager bis zum Wiener Frieden lauten, was bezogen auf den Zeitraum keinen Unterschied gemacht hätte. Es ist die Fortsetzung der Geschichte des Oberlausitzer Adels und seiner Güter von der Mitte des 16. Jahrhunderts bis 1620 von Hermann Knothe aus dem Jahr 1887.

## Geschichte
Schon Jahre vor der Veröffentlichung des ersten Bandes Boettichers Werk, war dessen Absicht bekannt, Hermann Knothes Geschichte des Oberlausitzer Adels und seiner Güter fortzusetzen. Knothe war einer der besten oder der beste Historiker auf dem Gebiet der Oberlausitzischen Geschichte. Er ging aber zeitlich nicht über den Anschluss der Oberlausitz an Sachsen (Prager Frieden) hinaus.

## Inhalt
Von Boettichers Werk darf „sich vollkommen gleichberechtigt neben das Werk seines Vorgängers stellen“, wie Ermisch formulierte. Er habe sich  „mit Recht im Wesentlichen an das bewährte Vorbild Knothes gehalten“. Der hatte „zum ersten Mal den wohlgelungenen Versuch“ gemacht, „nicht nur die Genealogie zahlreicher Familien, ihren Ursprung, ihre Ausbreitung und Verzweigung zu erörtern, sondern auch die Reihen der Besitzer von fast jeder Ortschaft aufzustellen“.
Von Boettichers erster Band beginnt mit einer „verfassungs- und kulturgeschichtlichen Einleitung“ und fährt dann in alphabetischer Reihenfolge mit der Behandlung der verschiedenen Geschlechter fort. Das Alphabet ist hierbei auf drei Bände unterteilt. Auf den vergleichsweise kurzen Abschnitt des Alphabets U bis Z im dritten Band, nach deren Ordnung die Geschlechter berücksichtigt wurden, folgt noch im dritten Band „nach Art Knothes“ ein Abschnitt, in dem die Geschichte der einzelnen, hauptsächlich oberlausitzischen Güter abgehandelt wird. Auf diesen Abschnitt im dritten Band folgen wiederum urkundliche Beigaben, die bei ursprünglich 110 geplanten Seiten, letztendlich einen weniger als halb so großen Teil eingenommen haben. Ein vierter Band ergänzt Nachträge und Berichtigungen, sowie ein gesamtes Inhaltsverzeichnis und ein Register.
Die Gersdorffs wurden vergleichsweise ausführlich behandelt. Ihrer Darstellung wurden über 184 Seiten (Band 1) gewidmet. Mit 110 Seiten (Band 2) sind im Gesamtwerk nur die Herren von Nostitz ebenso mit über 100 Seiten behandelt.

### Weitere Verwendung
Götz Freiherr von Houwald verfasste Ende des 19. Jahrhunderts mehrere Bände über die Niederlausitzer Rittergüter und deren Besitzer. Als Vorbild diente ihm dieses, von Boetticher verfasste Werk über die Geschichte des oberlausitzischen Adels und seiner Güter.

## Ausgabe
- Geschichte des oberlausitzischen Adels und seiner Güter 1635–1815. Selbstverlag der Oberlausitzischen Gesellschaft der Wissenschaften. Oberlößnitz bei Dresden 1912–
  - Band 1 (A–K). 1912. (Volltext)
  - Band 2 (L–T). 1913. (Volltext)
  - Band 3 (U–Z). 1919.(Volltext)
  - Band 4 (Nachträge und Berichtigungen). 1923.(Volltext)